# Barnesville (Georgie)
Barnesville je město v Forsyth County, v Georgii, ve Spojených státech amerických. V roce 2011 žilo ve městě 6669 obyvatel. Město patří do části Atlanta Metropolitan Area. Kdysi dávno bylo město přezdíváno jako "Hlavní město Kočárů Světa". Na přelomu století vyrobily ročně ve městě 16000 kočárů. Každý rok v třetím týdnu září město hostí každoroční "Kočárové Dny".

## Demografie
Podle sčítání lidí v roce 2011 žilo ve městě 6669 obyvatel, 2079 domácností, a 1382 rodin. V roce 2011 žilo ve městě 3044 mužů (45,7%), a 3625 žen (54,3%). Průměrný věk obyvatele je 30 let.